# Alëna Sid'ko
Alëna Viktorovna Sid'ko, accreditata come Alena Sidko dalla FIS (in russo Алёна Викторовна Сидько?; Zaozërnyj, 20 settembre 1979), è un'ex fondista russa.

## Biografia
In Coppa del Mondo ha esordito il 12 dicembre 1999 a Sappada (35ª), ha ottenuto il primo podio il 27 novembre 2001 a Kuopio (2ª) e la prima vittoria il 30 dicembre 2005 a Nové Město na Moravě.
In carriera ha preso parte a un'edizione dei Giochi olimpici invernali, Torino 2006 (3ª nella sprint, 6ª nella sprint a squadre), e a quattro dei Campionati mondiali, vincendo una medaglia.
Il 26 gennaio 2010 fu resa nota la sua positività ad un test antidoping effettuato dopo una gara del 26 dicembre 2009; tutti i risultati che aveva ottenuto da allora furono annullati e la Sid'ko fu immediatamente esclusa dalla squadra russa per i XXI Giochi olimpici invernali di Vancouver 2010. Dopo che le controanalisi ebbero confermato l'assunzione di EPO, la sciatrice fu squalificata per due anni; è tornata alle gare il 20 novembre 2012 e ha continuato a competere fino al marzo 2013, in circuiti minori, senza più ottenere risultati di rilievo.

## Palmarès

### Olimpiadi
- 1 medaglia:
  - 1 bronzo (sprint a Torino 2006)

### Mondiali
- 1 medaglia:
  - 1 bronzo (sprint a squadre a Oberstdorf 2005)

### Coppa del Mondo
- Miglior piazzamento in classifica generale: 20ª nel 2004
- 8 podi (2 individuali, 6 a squadre[3]):
  - 1 vittoria (individuale)
  - 4 secondi posti (1 individuale, 3 a squadre)
  - 3 terzi posti (a squadre)

#### Coppa del Mondo - vittorie
| Data             | Località             | Nazione   | Spec. |
| ---------------- | -------------------- | --------- | ----- |
| 30 dicembre 2005 | Nové Město na Moravě | Rep. Ceca | SP TL |

Legenda:

TL = tecnica libera

SP = sprint